# 旌善郡
旌善郡（：／ Jeongseon gun */?）是大韓民國江原道南部的一個郡，面積1220.67平方公里，2004年人口46,362人。下分4邑5面。752年設縣。是著名歌曲《阿里郎》的發源地之一。交通幹線包括太白線和旌善線。

## 著名人物
- 元斌——男演員
- 池錫辰——男搞笑藝人，《Running Man》主持
- 薛琦鉉——男足球員
- 朴勳——男演員
- 金志秀——女演員